# Ryūgakusei
Les ryūgakusei (留学生, littéralement « étudiants internationaux ») sont des étudiants, spécialistes et chercheurs japonais envoyés à partir de l'ère Meiji, dès 1862, à l'étranger — notamment aux Pays-Bas, puis en Russie, en Grande-Bretagne et en France — pour y étudier les sciences et technologies modernes occidentales afin de contribuer à la modernisation de leur pays.
À leur retour, la plupart occupaient des postes de haute responsabilité dans l'administration et le secteur de l'économie.
Les événements du Pacifique de 1941 mirent un terme à ce programme mais il reprit sur de nouvelles bases à partir de 1950.